# Villa Thiene
La villa Thiene est une villa veneta sise à Quinto Vicentino, dans la province de Vicence et la région Vénétie, en Italie.
Elle est édifiée probablement selon un projet initial élaboré par Giulio Romano, ensuite modifié par le directeur des travaux, Andrea Palladio.
Cette villa, ainsi que vingt-trois autres et le centre historique de la ville de Vicence sont inscrits sur la liste du patrimoine mondial de l'UNESCO.

## Historique
La villa Thiene, comme le palais de famille à Vicence, est construite pour les deux frères Marcantonio et Adriano Thiene, issus d'une riche famille de commerçants dont la fortune provient notamment du commerce de la soie.
Elle fait face à la rivière Tesina et est située au milieu de deux grands domaines agricoles acquis par Giangaleazzo, le père, à l'époque de sa participation à l'assainissement de zones marécageuses en terraferma. Le projet prévoit une solution différente de celle des autres villas palladiennes : la construction est dominée par une grande loggia voûtée en berceau, d'une hauteur supérieure au reste de l'édifice, alors que l'extérieur est rythmée par des lésènes doriques, doublées sur les côtés courts. La structure est exécutée en brique, à l'origine enduite de plâtre, mais aujourd'hui nue, avec l'emploi limité de la pierre blanche réservé aux bases et chapiteaux des lésènes, aux rebords de fenêtres et aux angles du fronton triangulaire. Le reste des parties façonnées est en terre cuite.
Le projet, rédigé entre 1542 et 1543 est contemporain de celui du palais. La construction est vraisemblablement interrompue dans les années 1550 et les probables raisons en sont la mort d'Adriano, survenue à la cour de France quand il est au service de François II et le déplacement des intérêts familiaux dans la région de Ferrare, à la suite de l'acquisition du fief et du titre de comte de Scandiano par Ottavio, le fils de Marcantonio. De cette période et afin de rendre habitable la partie terminée, date l'intervention du peintre Giovanni Demio qui réalise les fresques des deux pièces situées à gauche.
En 1614, Inigo Jones mentionne dans son exemplaire des Quatre livres de l'architecture l'état d'inachèvement de la villa, dont la voûte de la loggia est manquante. Une intervention de Francesco Muttoni, certainement antérieure à 1740, pèse lourdement sur l'édifice. S'il conserve les appartements exigus des deux suites d'habitation symétriques, il supprime la grande loggia et crée une nouvelle façade principale, orientée au sud. Ce qui devait être une façade latérale est aujourd'hui la façade frontale, avec une rotation de 90 degrés.
À cette occasion, il dessine les plans de son projet, lesquels nous précisent les véritables intentions d'Andrea Palladio pour cette villa ; en effet, les plans et vues publiés par ce dernier dans Les Quatre Livres de l'Architecture qui prévoient deux maisons seigneuriales se faisant face sont à considérer comme très utopiques.

## Galerie

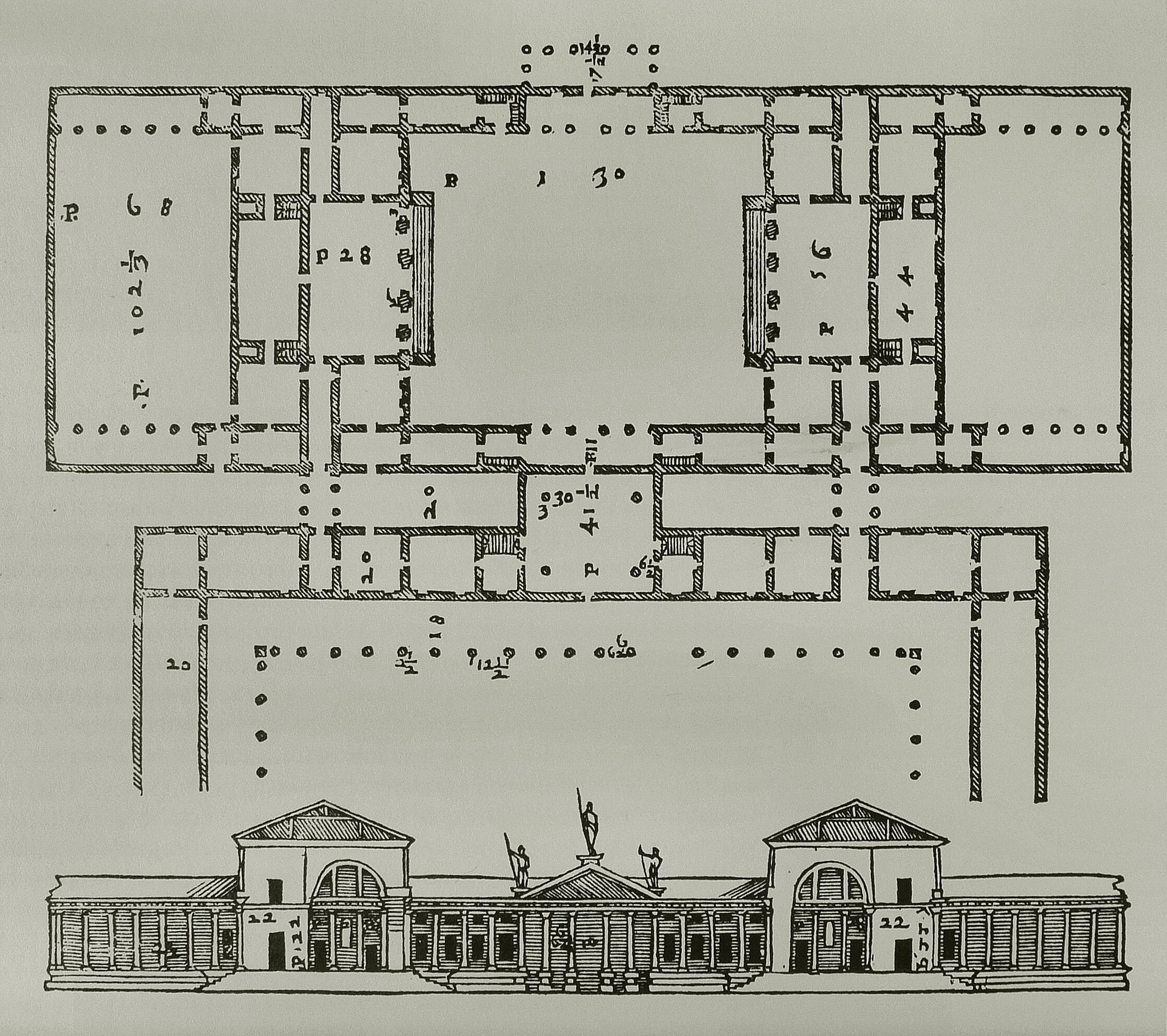
Plan et projection verticale publiés dans Les Quatre Livres de l'Architecture.
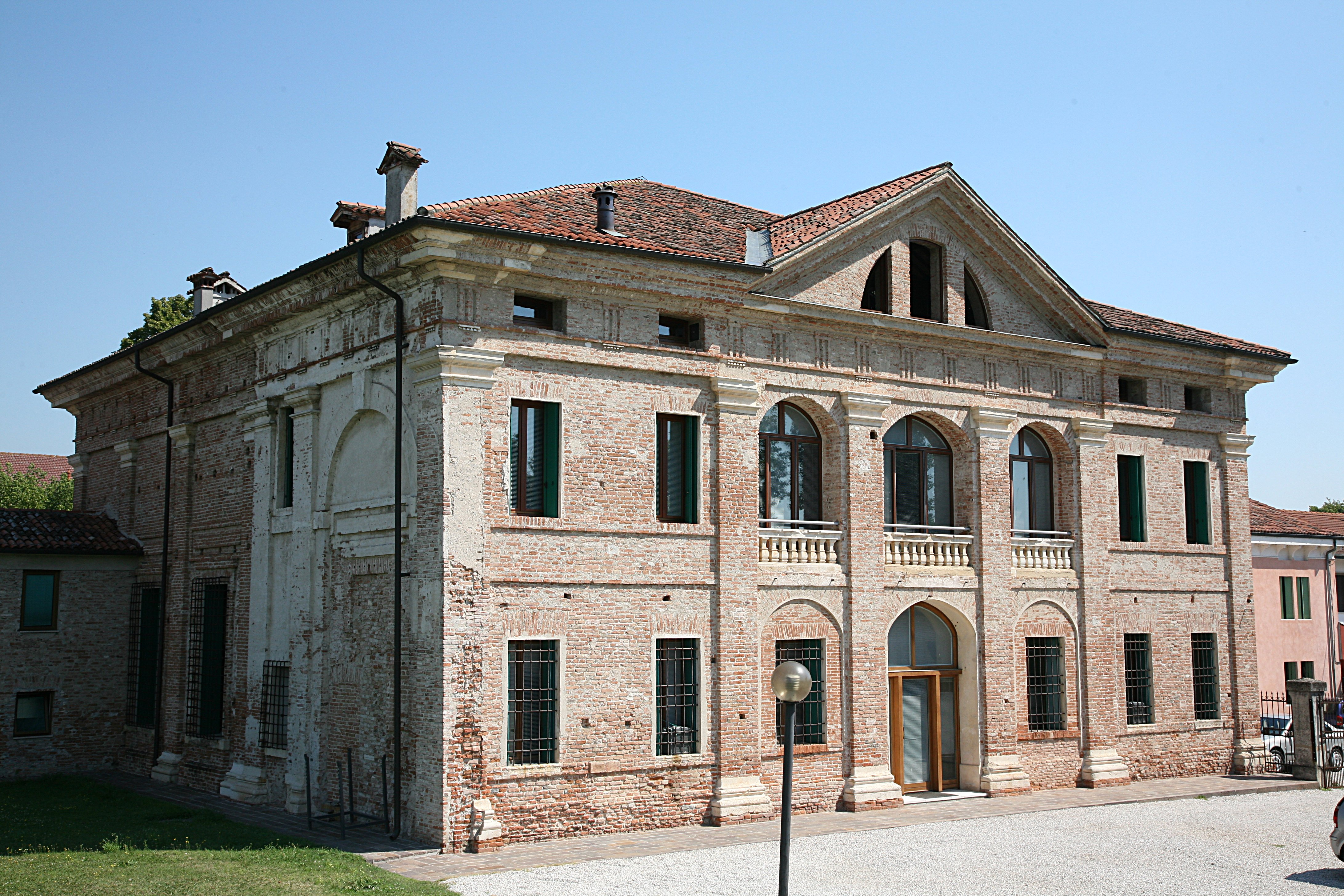
Façade postérieure.
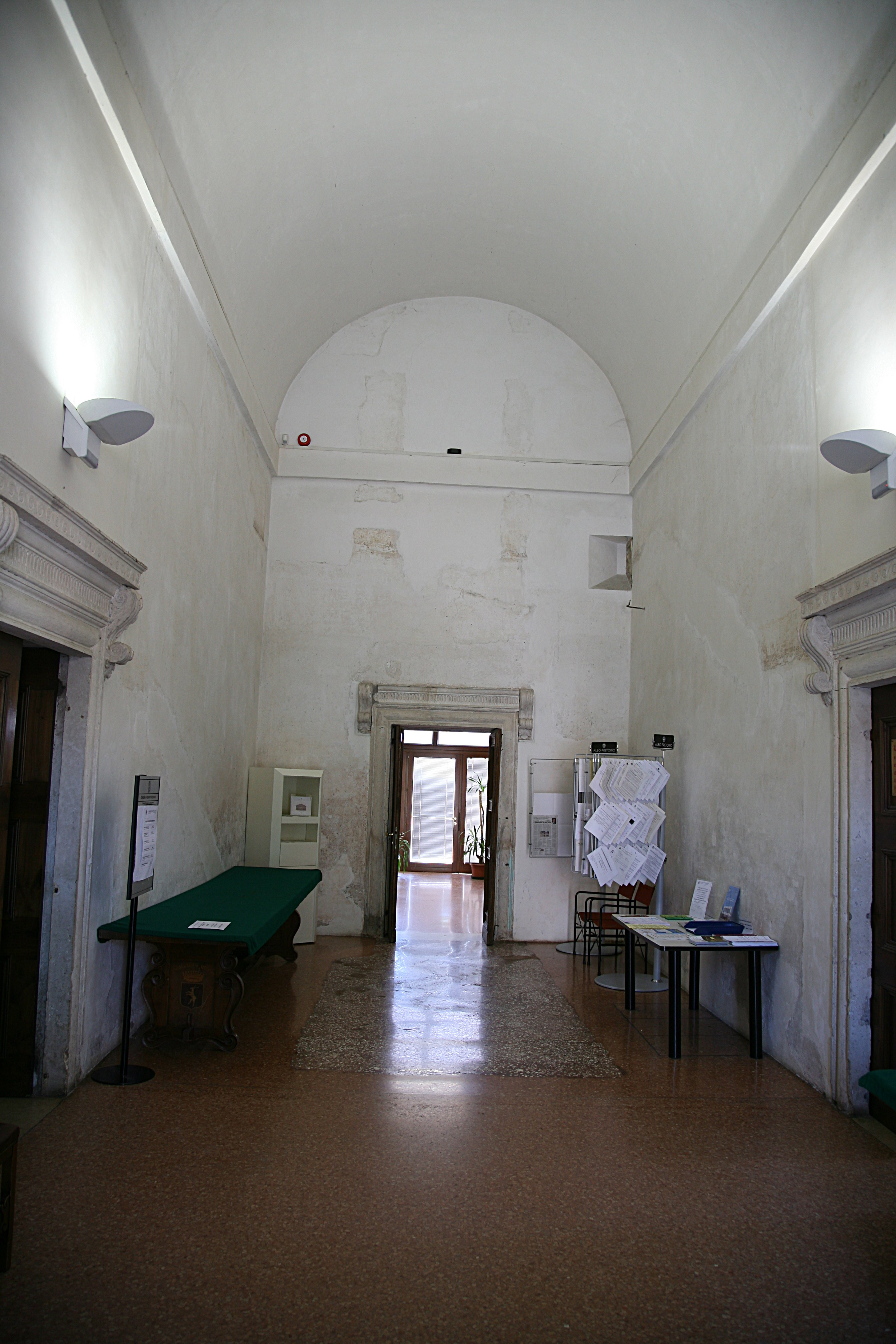
L'atrium.

## Sources
- (it) Cet article est partiellement ou en totalité issu de l’article de Wikipédia en italien intitulé « Villa Thiene » (voir la liste des auteurs)  dans sa version du 3 avril 2010]. Il est lui-même issu du texte relatif à la villa Trissino, sur le site du CISA, , lequel a autorisé sa publication (cf  tkt #2008031210017761)